# اومی دای‌دوکورو
اومی دای دوکورو (به ژاپنی: 大御台所 Ōmidaidokoro)، عنوانی بود که فقط می‌توان به بیوه رسمی  شوگون گذشته یا همسر/همسر ارشد شوگون بازنشسته داد.  این زنان از قدرت سیاسی خارق‌العاده یا قابل توجهی در پشت صحنه برخوردار بودند و بسیاری از وقایع دربار و رویدادهای دیگری را که بر تاریخ ژاپن تأثیر گذاشت، رهبری می‌کردند. در طول  دوره ادو او در اواوکو، راهرو سوم (سان نو مارو sannomaru) اقامت داشت.